# خافيير بولانوس أغيلار
خافيير بولانوس أغيلار هو سياسي مكسيكي، ولد في 20 مايو 1965 في خالابا في المكسيك. نشط حزبياً في حزب العمل الوطني. وقد انتخب عضو مجلس النواب المكسيك ‏ عن دائرة 1st federal electoral district of Morelos ‏ وقد انضم خلال فترته النيابية ‏ للكتلة البرلمانية حزب العمل الوطني.